# Weißenburger Tor

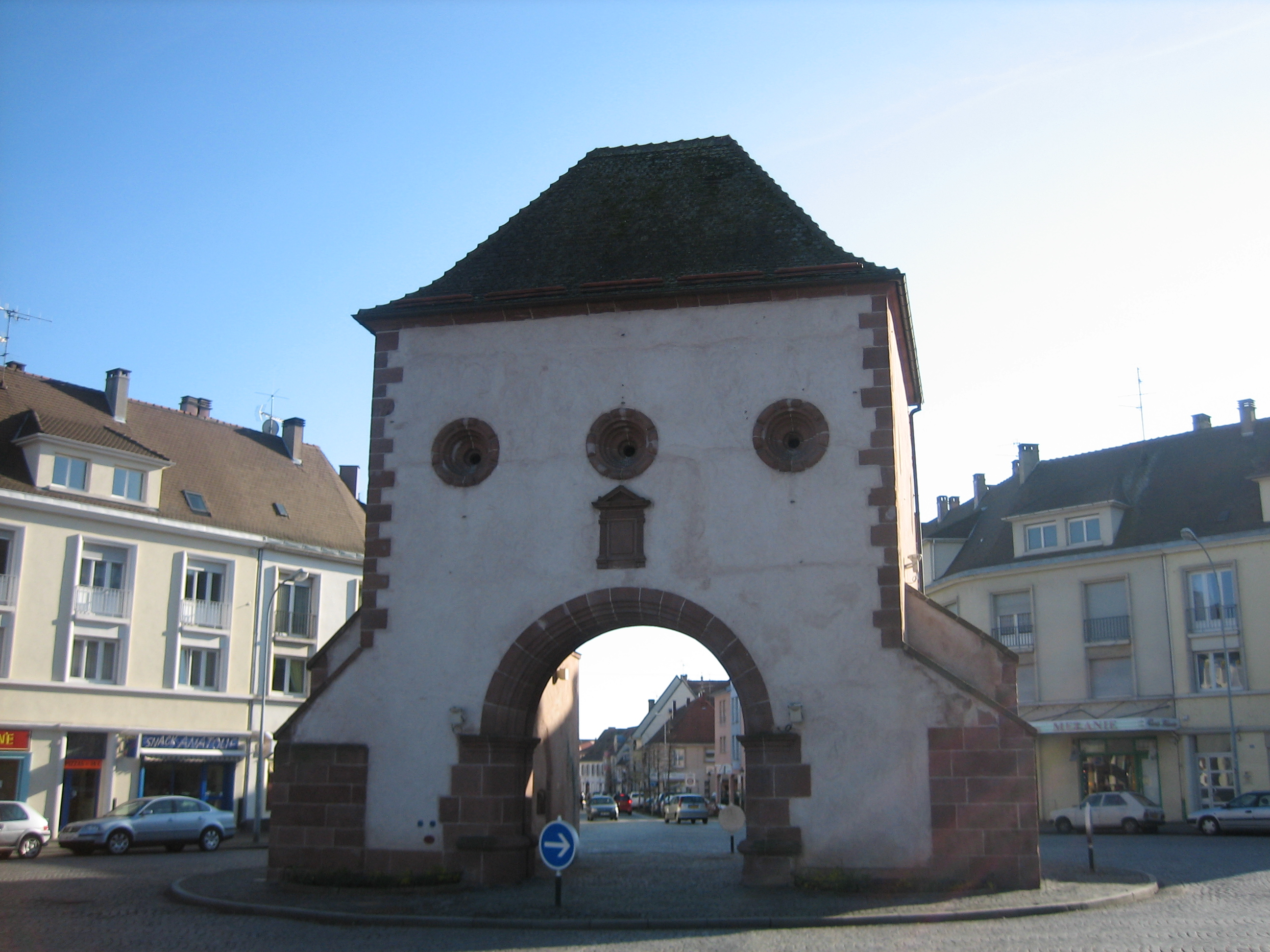
Weißenburger Tor

Das Weißenburger Tor (französisch Porte de Wissembourg) ist einer von einst insgesamt acht mittelalterlichen Tortürmen in Hagenau (Haguenau) im Elsass, Frankreich. 
Der ursprünglich höhere Torturm gehörte zu der um 1300 errichteten Stadtmauer. Sein heutiger Zustand geht auf eine Modernisierung aus dem 16. Jahrhundert zurück. Auf der Feldseite öffnen sich nebeneinander drei Kugelscharten über einer kleinen Wappennische und der Tordurchfahrt.